# ماسی، میشیگان
ماسی (به انگلیسی: Mussey Township) یک منطقهٔ مسکونی در ایالات متحده آمریکا است که در شهرستان سنت کلیر، میشیگان واقع شده‌است.
 ماسی ۹۳٫۲ کیلومتر مربع مساحت و ۴٬۲۰۶ نفر جمعیت دارد و ۲۵۲ متر بالاتر از سطح دریا واقع شده‌است.